# 普雷斯湖歐白魚
普雷斯湖歐白魚（学名：Alburnus belvica）为輻鰭魚綱鯉形目鲤科的其中一種，被IUCN列為次級保育類動物，分布於歐洲阿爾巴尼亞、希臘及馬其頓普雷斯帕湖和附近的小普雷斯帕湖流域
，體長可達13.6公分，棲息在低地河流，屬肉食性，以昆蟲及無脊椎動物等為食，成群活動，繁殖期在每年4月至8月，雌魚會在湖岸的鵝卵石和礫石上產卵，可做為食用魚，受到汙染及外來種入侵的威脅。

## 扩展阅读
維基物種上的相關：普雷斯湖歐白魚